# Parapagurodes hartae
Parapagurodes hartae är en kräftdjursart som beskrevs av McLaughlin och Jensen 1996. Parapagurodes hartae ingår i släktet Parapagurodes och familjen eremitkräftor. Inga underarter finns listade i Catalogue of Life.